# Jaime Torrubiano Ripoll
Jaime Torrubiano Ripoll (Fondarella, 9 de diciembre de 1879-Madrid, 3 de junio de 1963) fue un
conferenciante, artículista, teólogo, canonista, abogado, escritor, periodista y profesor de ingeniería industrial español. 

## Biografía
Durante la primera etapa de su vida militó en el carlismo, destacando como orador y publicista. En 1914 publicó un folleto titulado «Velada en honor de don Jaime de Borbón», con un discurso retórico antiliberal y ultramonárquico. En los años posteriores colaboraría en el diario jaimista de Madrid El Correo Español, en el que publicaría numerosos artículos, alguno de ellos de carácter antisemita. Más tarde colaboraría en periódicos liberales.
En 1919 publicó «Novísimas instituciones de derecho canónico», comentando el Código de Derecho Canónico de 1917. En la década de 1920 evolucionó hacia posturas reformadoras, publicando en 1921 «¿Son ellos adúlteros? Para mujeres casadas y casaderas y gentes de sotana». Uno de los puntos centrales de su obra renovadora es el matrimonio, destacando entre sus estudios sobre esta materia la obra «El divorcio vincular y el dogma católico» (1926).
Durante la dictadura de Primo de Rivera arriesgó con frecuencia su posición y la libertad en la defensa del catalán, de la causa de Mercedes Pinto y por su supuesta participación en el intento de derrocamiento del dictador para colocar en su lugar al general Francisco Aguilera y Egea y con el apoyo del capitán general Valeriano Weyler. Aunque no participó en el intento de golpe, figuraba como ministro de Justicia y Culto del gobierno provisional.
Por sus críticas al alto clero en 1925 fue excomulgado por el obispo de Madrid, Leopoldo Eijo y Garay, aunque se ha sostenido que de manera ilegal, al no respetar su derecho a defenderse. 
Al advenimiento de la Segunda República se destacó por sus artículos anticlericales, repletos de erudición católica. Durante los debates de la cuestión religiosa en las cortes de la República, sus ensayos fueron ampliamente citados y, según Melchor Ferrer, difundidos por la masonería. Durante la guerra civil española salvó a numerosas personas en Madrid. Republicano y liberal convencido, su coherencia le llevó a padecer tortura en las cárceles franquistas (incluso teniendo más de 70 años de edad) por denunciar las condiciones de vida en las mismas y negarse, ofendido porque se obligaba a los presos, a asistir a misa.
En 1947 fue condenado a 20 años por su participación en los movimientos de restauración de la monarquía en la figura de Juan de Borbón (como vía para la salida del dictador). Es considerado por muchos católicos comprometidos posteriores como un precursor, en especial de las tesis centrales del Concilio Vaticano II (murió el mismo día que el papa Juan XXIII).
Falleció en su casa de Madrid, calle de Máiquez, 23 (hoy 25), el 3 de junio de 1963 (muy cerca de la clínica Gregorio Marañón, médico con el que compartió cárcel en 1926 por su supuesta participación en la sanjuanada contra Primo de Rivera).

## Obra
Sus artículos y conferencias tenían una amplia resonancia en toda la prensa del país, apareciendo con frecuencia en primera página de los periódicos. Sostuvo ideas avanzadas acerca del catolicismo, documentándolas en los textos sagrados, la historia y los padres de la Iglesia. Sus traducciones de clásicos latinos del derecho y la historia de la medicina son, en muchos casos, el único intento llevado a cabo con éxito y cita obligada en estas áreas.